# ヒルジン
ヒルジン（またはヒルディン：Hirudin）は、ヒル（医用ヒルのHirudo medicalisなど）の唾液腺から分泌されるポリペプチドである。ヒルのラテン語名hirudoからの命名であり、日本語由来ではない。
トロンビンを阻害することによって血液凝固を妨害するためにヒルは吸血を続けられるうえ、ヒルに噛まれた痕は止血しにくい。抗凝固剤として用いることもある。
医用ヒルは古くから瀉血などに用いられたが、その血液凝固妨害物質であるヒルジンは1884年にイギリスの科学者ヘイクラフト（John Berry Haycraft）によって発見され、1904年には同じくジャコビーによって命名された。
ヒルジンは65個のアミノ酸から構成され、ヒルの頭部から熱水抽出によって得られる。天然のヒルジンは多数の種類から構成される混合物であるが、現在は純粋に大量生産できる組み換え型ヒルジンが用いられる。
線溶系ではトロンビンによってフィブリノーゲンが分解され、フィブリンへ変化する。トロンビンは、正常な血液中ではアンチトロンビンIIIによって阻害されている。抗凝固剤としては、アンチトロンビンIIIに結合して活性化するヘパリンが広く用いられるが、ヘパリンは凝固線溶系の他の部分にも影響を与える。ヒルジンはトロンビンを阻害する点では同じであるが、フィブリノーゲンに対する活性だけを強力に阻害する点で異なる。
ヒルジンは医薬として血腫などの治療に用いられることもあるが、日本では認可されていない。2014年にフジテレビ系列で放送されたテレビドラマ『医龍-Team Medical Dragon-』の第4期第3話では、この点に着目した物語が描かれている。